# A Midsummer's Nice Dream
A Midsummer's Nice Dream, titulado, Lindos sueños de verano en Hispanoamérica y El sueño de una noche guay de verano en España, es el decimosexto episodio de la vigesimosegunda temporada de la serie de animación Los Simpson. Se emitió el 13 de marzo de 2011 en Estados Unidos por FOX.

## Sinopsis
La ciudad se convierte en un hervidero cuando Cheech & Chong (interpretándose a ellos mismos) anuncian que Springfield será una de las paradas de su esperadísima gira de reunión. Pero cuando Cheech y Chong suben al escenario frente a sus leales admiradores, Chong no está a la altura de las circunstancias, de modo que Homer sube al escenario y remata todos los chistes perfectamente. Impresionado, Cheech invita a Homer a salir de gira con él como el nuevo dúo “Cheech and Chunk” mientras Chong forma un equipo cómico más progresivo, “Teach and Chong”, con el Director Skinner. Mientras Homer está de gira, Marge intenta ayudar a la loca de los gatos del vecindario cambiando sus costumbres acumuladoras, convirtiéndose ella misma en una acumuladora en el intento, y Homer descubre que la vida en la carretera no está siempre llena de momentazos y comedia física.
- Datos: Q3062627